# NGC 6096
NGC 6096 (również PGC 57598) – galaktyka spiralna (Sb), znajdująca się w gwiazdozbiorze Korony Północnej. Odkrył ją Albert Marth 24 czerwca 1864 roku. Jest to galaktyka z aktywnym jądrem typu LINER.